# Um Dia com Wilbur Robinson
Um dia com Wilbur Robinson (no original em inglês, A Day with Wilbur Robinson) é um livro de 1993 para crianças criado por William Joyce, um escritor norte-americano. 
Foi adaptado para o cinema pela Disney em 2007, com o título Meet the Robinsons.